# دنتون جی. بردیک
دنتون گریوز بردیک (Denton Graves Burdick)‏ (۲۵ مارس ۱۸۹۱–۱ سپتامبر ۱۹۷۰)، سیاستمدار و دادستان از ایالت اورگن بود. او جمهوری‌خواهی بود که به مدت چهارده سال در خانه نمایندگان اورگن خدمت کرد و در آنجا از حوزه روستایی در شرق اورگن نمایندگی نمود. او به عنوان سخنگوی خانه نمایندگان اورگن طی جلسه مقننه ۱۹۲۵ میلادی خدمت کرد. زمانی که به عنوان سخنگو انتخاب شد، جوانترین فرد در تاریخ اورگن بود که در آن موقعیت خدمت می‌نمود.

## اوان زندگی
بردیک در سالت اس‌تی‌ئی. ماری، میشیگان در ۲۵ مارس ۱۸۹۱ میلادی بدنیا آمد. او فرزند نلسون ای. و منیروا (هیکس) بردیک بود. در آنجا او در مدرسه شرکت کرد و در سن شانزده سالگی از دبیرستان فارغ‌التحصیل شد. بعدها خانواده او به فارگو در داکوتای شمالی نقل مکان کردند. بردیک در کالجِ دانشگاه آیووا شرکت نمود. او به عنوان روزنامه‌نگار در مدرسه حقوق شرکت کرد و به گزارش برای روزنامه داکوتای شمالی پرداخت.
بردیک در ۱۹۱۲ میلادی به اورگن مرکزی به همراه پدرش که در آنجا منافع تجاری داشت نقل مکان کرد. او در ردمند اورگن فعالیت حقوقیش را شروع کرد و در چندین تجارت مربوط به بانک و توسعه زمین به پدرش ملحق شد. در ۱۹۱۳ میلادی با زوئا مائه برونسون از اسپنسر آیووا ازدواج کرد. همان سال قاضی پلیس محلی در ردمند شد، سمتی که تا ۱۹۱۷ میلادی حفظ نمود.

## نماینده ایالتی (۱۹۱۷–۱۹۲۴)
بردیک در ۱۹۱۶ میلادی برای کرسی خانه نمایندگان اورگن به عنوان جمهوری‌خواه اقدام نمود. در سن ۲۵ سالگی انتخاب شد و کرسیش را در خانه نمایندگان طی تاریخ ۸ ژانویه ۱۹۱۷ میلادی تصاحب کرده و از حوزه ۲۱م نمایندگی نمود. حوزه انتخابیه او شامل شهرستان‌های کروک، دیشوتس، گرنت، جفرسون، کلاماث و لیک می‌شد که حوزه روستایی شامل بیش از ۲۶٬۸۰۰ مایل مربع (۶۹٬۰۰۰ کیلومتر مربع) می‌شد که بزرگتر از برخی ایالات شرقی است. او در ۱۹۱۷ میلادی در جلسات مققنه‌ای که اواسط فوریه پایان یافت خدمت نمود. طی این جلسه، بردیک نشان داد که قانونگذار توانمندی است و به عنوان رئیس کمیته راه حل‌ها و همچنین عضوی از کمیته‌های بازی، آبیاری و تجدید نظر بود. بعد از پایان جلسه مقننه، بردیک به فعالیت‌های حقوقی خود در ردموند بازگشت.
بردیک در ۱۹۱۸ میلادی تصمیم گرفت که برای انتخابات مجدداً اقدام نماید. او برای جاده‌های بهتر در شرق اورگن، اعتبار برای کشاورزان و پروژه‌های توسعه روستایی و حمایت مستمر برای تلاش‌های ایالات متحده برای جنگ در اروپا کمپین زد. او در انتخابات نوامبر ۱۹۱۸ میلادی به قانونگذاری ایالتی بازگشته بود. هنگامی که انتخابات پایان یافت، فعالانه به دنبال حمایت برای موقعیت سخنگویی خانه نمایندگان بود. بردیک آرای نسبتاً کافی برای سخنگو شدن را برای خود تضمین نمود، اما دو نامزد دیگر به دنبال موقعیت سخنگویی بودند و تلاش‌هایشان را متمرکز کرده و با حاشیه کم برای سیمور جونز که نماینده‌ای از شهرستان ماریون بود رأی جمع نمودند. هنگامی که خانه نمایندگان در ژانویه ۱۹۱۹ میلادی سازماندهی شد، جونز سخنگو بردیک را بر کمیته‌های قضایی، شرکت‌ها و زمین‌های عمومی گماشت. او در ۱۹۱۹ میلادی بین اواسط ژانویه تا اواخر فوریه در جلسات منظم شرکت کرد و سپس در یک جلسه مخصوص یک هفتگی در ژانویه ۱۹۲۰ میلادی شرکت نمود.
بردیک برای انتخابات مجدد در ۱۹۲۰ میلادی اقدام نمود. در مجموع چهار نامزد برای دو کرسی در حوزه انتخابیه ۲۱م خانه نمایندگان اقدام کرده بودند. علاوه بر بردیک، اچ.جی. اورترف از بند و اپ.ای. براتین از پیسلی به عنوان جمهوری‌خواه اقدام کردند در حالی که آر.ئی. بردبری از کلاماث فالز تنها دموکراتی بود که در حوزه انتخابیه ۲۱م اقدام نمود. بردیک و اورترف برای گزینه اولیهٔ جمهوری خواهان نامزد شدند و قصد شکست بردبری در انتخابات عمومی را کردند. او در جلسه ۱۹۲۱ میلادی از ده ژانویه تا ۲۳ فوریه خدمت نمود و سپس در جلسه مخصوص کوتاهی در دسامبر همان سال خدمت نمود. طی این جلسات، بردیک رئیس کمیته قضایی و عضوی از کمیته راه‌حل‌ها، جاده‌ها، بزرگراه‌ها، آبیاری و ماهیگیری بود.
بردیک در ۱۹۲۲ میلادی اعلام داشت که برای دوره چهارم در خانه نمایندگان شرکت خواهد نمود و اگر انتخاب شود، نامزد سمت سخنگویی خواهد بود. بردیک به عنوان بخشی از کمپین خود به سرتاسر ایالت سفر کرده و با نامزدان قانونگذار جمهوری‌خواه جلسه گذاشته و به دنبال جلب حمایت برای سمت سخنگویی بود. جی اچ. آپتون، سناتور ایالتی پرنفوذ مرکزی اورگن در بسیاری از این جلسات به او ملحق شد. بردیک و دو جمهوری‌خواه دیگر، سه تا از کرسی‌های حوزه انتخابیه ۲۱م خانه نمایندگان را کسب نمودند. با این حال، کاسپار کی. کوبیل از شهرستان مولتنوماه به عنوان سخنگو انتخاب شد. بردیک در جلسه مقننه ۱۹۲۳ میلادی از ۸ ژانویه تا ۲۲ فوریه خدمت نمود. طی این جلسه، او عضوی از کمیته‌های راه‌حل‌ها، نمایشگاه‌ها، آبیاری و بازنگری‌های قوانین بود.

## نماینده ایالتی (۱۹۲۵–۱۹۳۰)
بردیک برای انتخابات مجدد در ۱۹۲۴ میلادی اقدام کرد و برای توسعه آنی سامانه بزرگراه ایالتی و علیه افزایش هرنوع مالیات کمپین زد. بردیک هردوی انتخابات برای گزینه اولیه جمهوری‌خواهان و دموکرات‌ها را برنده شد و بدین ترتیب در انتخابات عمومی بلامنازع ظاهر گشت. طی دو هفته از انتخابات عمومی، ۵۵ از ۶۰ نماینده ایالتی برای حمایت بردیک از سخنگویی تعهد داده بودند. جلسه مقننه ۱۹۲۵ میلادی در ۱۲ ژانویه افتتاح شد و بردیک به عنوان پیشرو در خانه نمایندگان انتخاب شد. هنگامی که بردیک انتخاب شد، جوان‌ترین سخنگویی بود که تا آن زمان انتخاب شده بود. طی جلسه‌ای که به مدت شش هفته برگزار شد، بردیک به دلیل کارآمدی سازمانی و رهبری شناخته شده بود.
بردیک در مارس ۱۹۲۶ میلادی برای انتخاب مجدد در حوزه انتخابیه ۲۱م اقدام نمود. او گزینه اولیه جمهوری‌خواهان را برنده شد و سپس در انتخابات عمومی بلامنازع شد. هنگامی که سخنگو بود، برای دوره دوم آن سمت اقدام ننمود. او در جلسه مقننه ۱۹۲۷ میلادی به عنوان رئیس کمیته قضایی خدمت کرد و همچنین عضوی از کمیته راهکارها بود. طی آن جلسه، بر روی قانونگذاری‌های مرتبط با آب و آبیاری متمرکز شد و چندین لایحه که حوزه‌های آبیاری را از گواهی ایالتی آزاد کرده و هیئت نظارت آبیاری ایالتی را حذف نمود.
بردیک در ۱۹۲۸ میلادی برای دوره هفتم در خانه نمایندگان اقدام نمود. او به راحتی یکی از سه کرسی حوزه انتخابی ۲۱م برنده شد. مدت کوتاهی پس از انتخابات عمومی، بردیک اعلام کرد که هنگامی که جلسه مقننه پایان یافت، برنامه‌ریزی نمود تا به پورتلند نقل مکان نماید. سپس یک روز قبل از شروع جلسه قانونگذاری، در سانحه خودرویی جاده یخ زده نزدیک سیسترز اورگن زخمی شد. استخوان ترقوه او در این تصادف شکست، اما توانست قبل از پایان جلسه به مقننه بازگردد.

## اواخر زندگی و مرگ
مدت کوتاهی پس از خاتمه جلسه قانونگذاری ۱۹۲۹ میلادی در ۴ مارس، بردیک خانواده‌اش را به پورتلند منتقل نمود. با این حال دفتر حقوقی خود را در ردموند مفتوح نگه داشت. همچنین این خانواده، خانه تابستانیشان را در رودخانه متولیوس حفظ نمودند. هنگامی که در پورتلند اسکان یافت، بردیک فعالیت حقوقیش را در سراسر اورگن ادامه داد.
در مه ۱۹۲۹ میلادی، یکی از مشتریان سابق به نام سارا اسمیت-شولارد، بردیک را برای ۴۶٬۵۰۰ دلار تحت تعقیب قرار داد. اسمیت-شولارد، بردیک را برای بازیابی حدود ۲٬۰۰۰٬۰۰۰ از شوهر سابقش استخدام کرده بود. درحالی که بردیک در ادعای مجدد برخی از اموال مفقوده‌اش موفق بود، اسمیت شولارد معتقد بود که باید مقدار بیشتری را احیا می‌نمود. در عوض بردیک نیز اسمیت-شولارد را به دلیل نپرداختن هزینه‌های حقوقی و بدهکار بودنش به او تعقیب قانونی نمود. در نهایت، بردیک به دلیل حاضر نشدن اسمیت-شولارد ۲۴٬۰۰۰ دلار را در این پرونده برنده شد. در آن زمان وکیل جدید او گفت که طی دو سالی که اسمیت-شولارد برای پرونده اصلی اقدام کرده بود از او خبری نشده‌است.
بردیک در ۱۹۳۶ میلادی اعلان نمود که مجدداً برای کرسی در خانه نمایندگان اورگن اقدام کرد، این مرتبه از شهرستان مولتنومه نمایندگی نمود. با این حال او از این رقابت برای مدت چند هفته عقب نشست و علت آن را پرداختن به فعالیت‌های ممتد تجاریش عنوان نمود.
بردیک برای چند سال دادستان باقی ماند و کمی قبل از ۱۹۶۳ میلادی بازنشسته شد. او در ۱ سپتامبر ۱۹۷۰ میلادی در پورتلندِ اورگن در سن ۷۹ سالگی فوت کرد.